# Henrique Capriles Radonski
Henrique Capriles Radonski (Caracas 1972), és un polític veneçolà, proper al partit Primer Justícia. Va ser governador de l'Estat de Miranda entre 2008 i 2012, i entre 2013 i 2017.

## Carrera Política
Va ser escollit com a diputat en les eleccions veneçolanes de 1998. Es va convertir en el diputat més jove de Veneçuela. L'any 2000 va ser elegit com a alcalde de Baruta (Caracas), càrrec que ocuparia fins a l'any 2008. Des de l'any 2008 és el governador de l'Estat de Miranda, sent reelegit l'any 2012, però va renunciar al càrrec en ser nomenat el candidat unitari de l'oposició per a les eleccions presidencials de Veneçuela de 2012 que va perdre davant d'Hugo Chávez.
El 5 de març de 2013 Hugo Chávez va morir i aquell mateix dia, Maduro va assumir el càrrec de President de Veneçuela fins a la celebració d'uns nous comicis presidencials. Nicolás Maduro en va obtenir 7.587.532 (el 50,61%) i Capriles Radonski 7.363.264 (el 49,12%). La mateixa nit del 14 d'abril Capriles va demanar un nou recompte per suposades irregularitats, amb el suport de nombrosos governs i figures importants. La sol·licitud va ser presentada formalment el 17 d'abril i es va confirmar la victòria de Maduro.
El 5 d'abril de 2017, Capriles va ser inhabilitat de l'activitat política durant 15 anys acusat pel govern veneçolà de suposades "irregularitats administratives" que s'havien produït sota la seva governació. Va deixar de ser governador de Miranda a l'octubre després de les eleccions regionals de 2017 i, posteriorment, va declarar la seva intenció d'abandonar la Mesa de la Unidad Democrática en entendre que considerava que legitimava el govern de Maduro.
En setembre de 2024 va abandonar la direcció nacional de Primer Justícia en resposta a la tebior en la resposta al suposat frau en les eleccions presidencials de Veneçuela de 2024, en les què l'oposició no va reconèixer la victòria de Nicolás Maduro que va fer esclatar una nova onada de protestes. El 2 d'abril de 2025 se li va aixecar la inhabilitació.